# Shinji Tominari
Shinji Tominari (født 22. februar 1987) er en japansk fodboldspiller, som spiller for den japanske fodboldklub Kagoshima United FC.